# Ramariaceae
Ramariaceae är en familj av svampar. Ramariaceae ingår i ordningen Phallales, klassen Agaricomycetes, divisionen basidiesvampar och riket svampar.
Kladogram enligt Dyntaxa:
| Ramariaceae | \| \| Gautieria \| \| \| \| |
|             | \| \| Gautieria \| \| \| \| |
|             | Geastraceae                 |
|             |                             |
|             | Gomphaceae                  |
|             |                             |
|             | Hysterangiaceae             |
|             |                             |
|             | Phallaceae                  |
|             |                             |
|             | Gautieria                   |
|             |                             |

|  | Gautieria |
|  |           |

## Bildgalleri

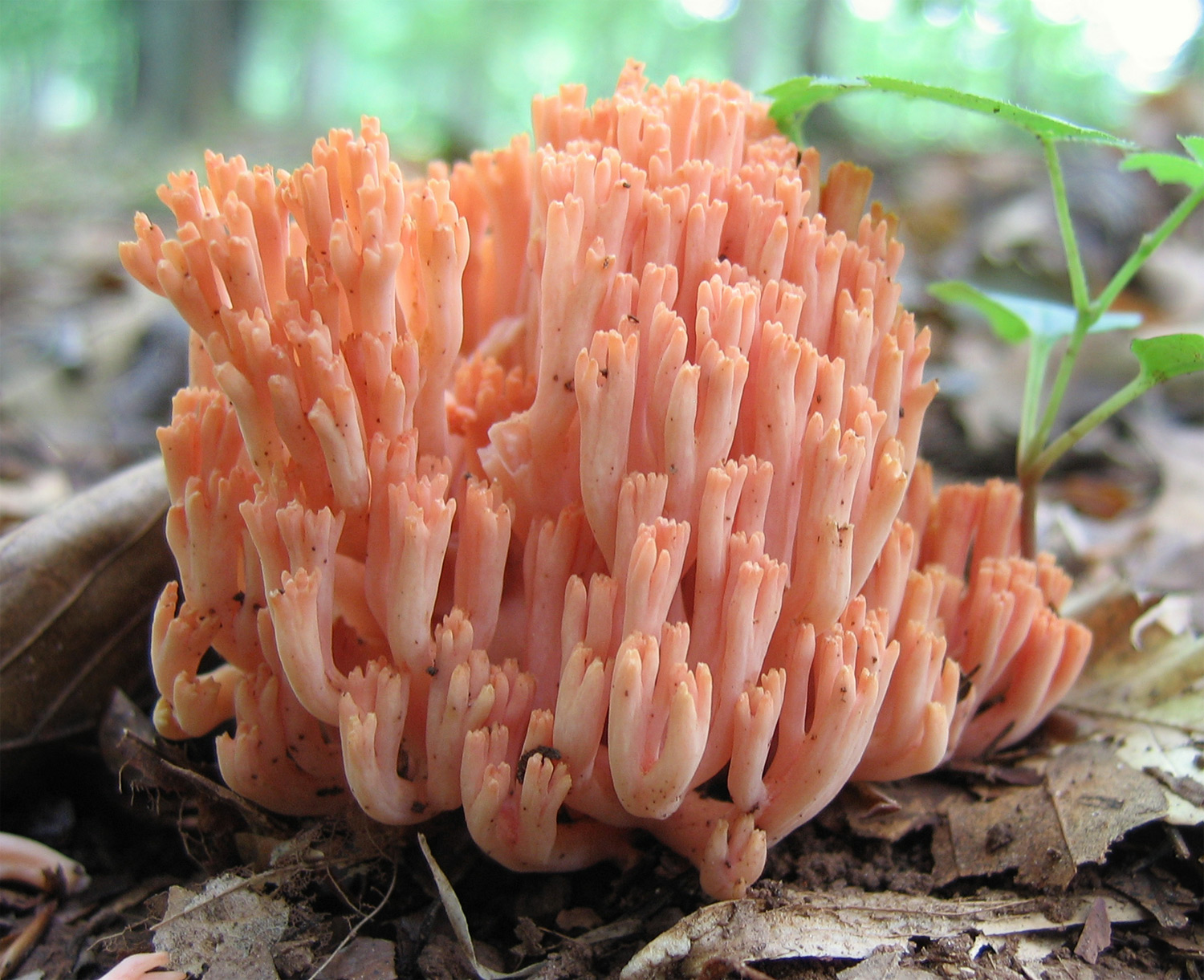